# Cosecha de hierro

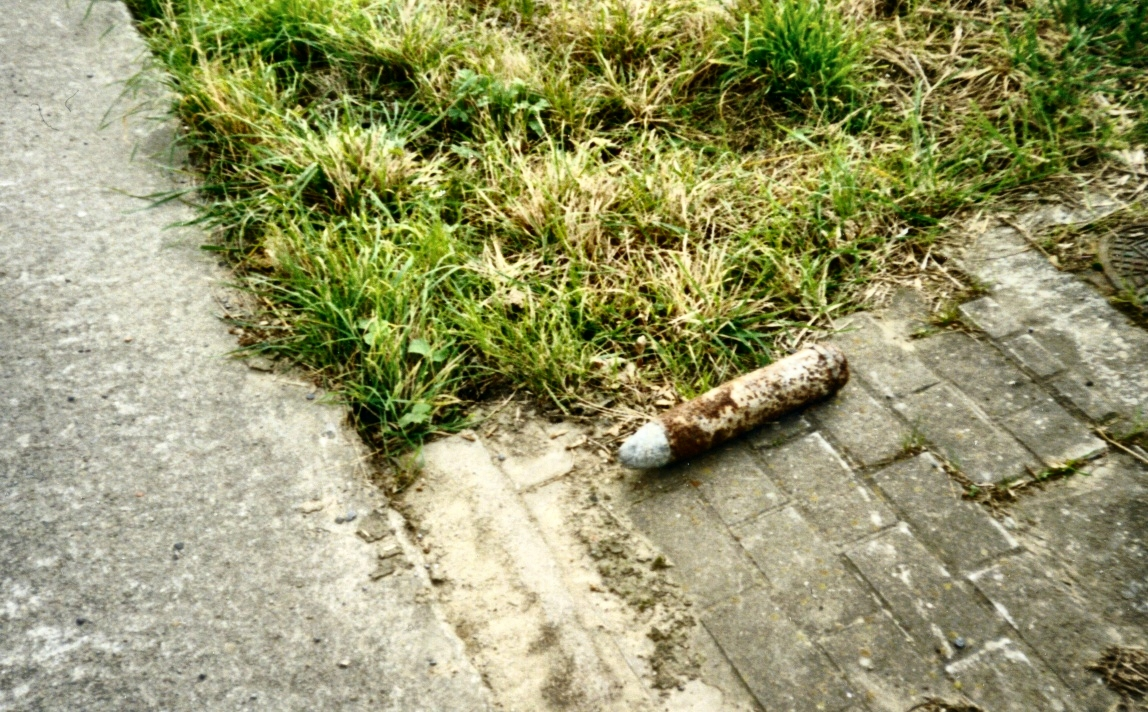
Proyectil de artillería alemán de la Primera Guerra Mundial dejado junto a un campo para su eliminación cerca de Ypres, Bélgica.

La cosecha de hierro es la "recolección" anual de municiones no explotadas, alambre de espino, metralla, balas y elementos constructivos de trincheras recogidos por los agricultores belgas y franceses después de labrar sus campos. La cosecha generalmente proviene de material de la Primera Guerra Mundial, todavía encontrado en grandes cantidades a lo largo del antiguo Frente Occidental.

## Municiones

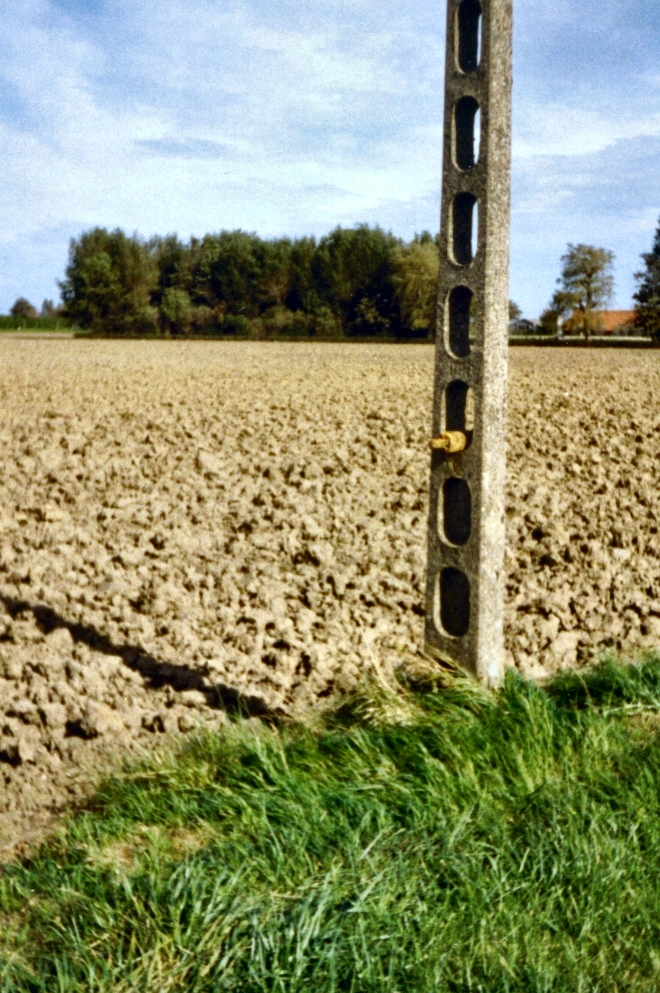
Proyectil de mortero Stokes de la Primera Guerra Mundial dejado en un poste de telégrafos para su eliminación en 2004, cerca de Ypres en Bélgica.

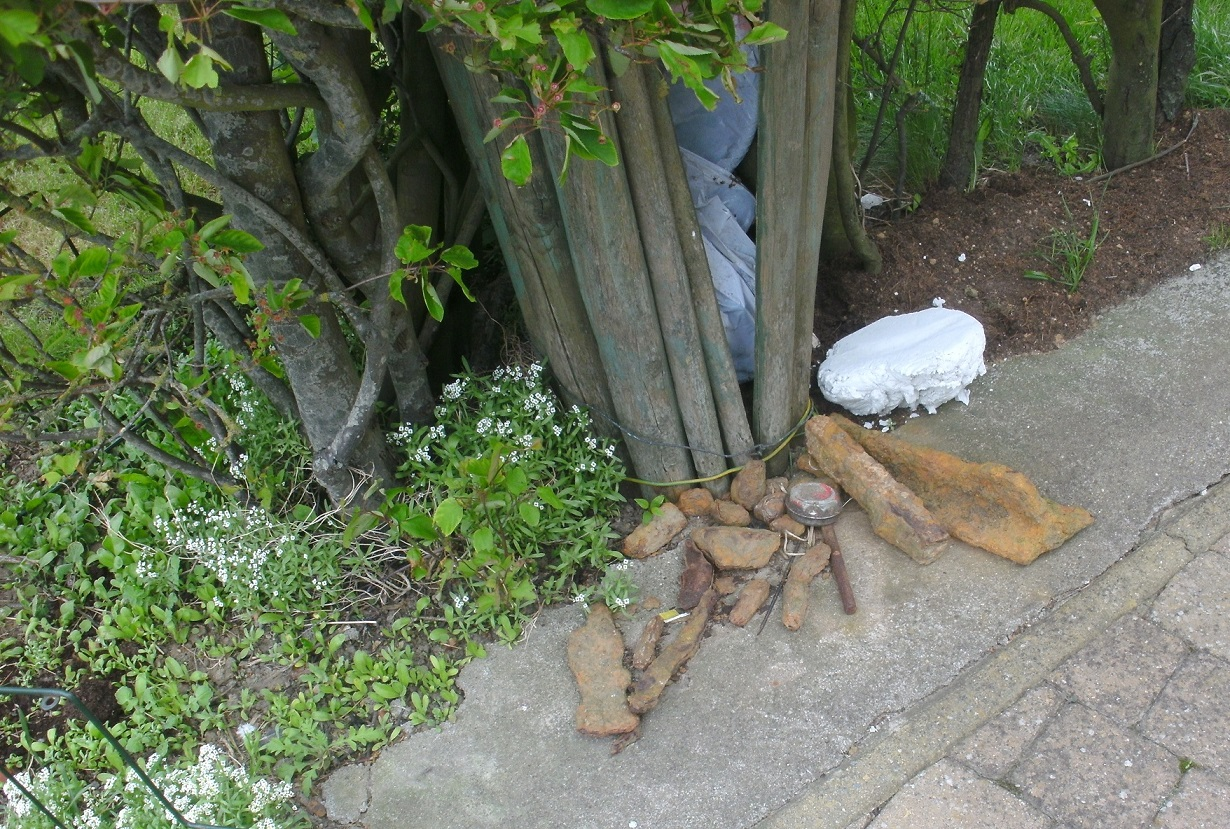
Piezas depositadas por un labrador en Passendale.

Se estima que durante la Primera Guerra Mundial se empleó una tonelada de explosivos por cada metro cuadrado de territorio en el Frente Occidental. Aproximadamene uno de cada tres proyectiles no detonó. En el Saliente de Ypres, se llegaron a disparar 300 millones de proyectiles no detonados, sumando los usados por las fuerzas británicas y alemanas.[cita requerida] En 2013, se recuperaron 160 toneladas de municiones, en el área alrededor de Ypres.[cita requerida]
Las municiones sin explotar —obuses, balas y granadas— terminaron normalmente enterradas o en el barro. Con el paso de tiempo, trabajos de construcción, labores agrícolas y otros procesos naturales las desentierran. La mayoría de la cosecha de hierro tiene lugar en primavera durante la siembra y en otoño durante la labranza, dada la riqueza agrícola del norte de Francia y Flandes. Los labradores recogen las municiones y las colocan a lo largo de las lindes de sus campos o en puntos designados para ser recogidas por las autoridades.

## Peligros
A pesar de su antigüedad, los proyectiles pueden seguir siendo muy peligrosos. El Département du Déminage (Departamento de Desminado francés) recupera aproximadamente 900 toneladas de explosivos no detonados al año. Desde 1945, aproximadamente 630 zapadores franceses han muerto manejando municiones sin detonar, con muertes en fechas tan recientes como 1998 cuando dos murieron a las afueras de Vimy. 20 miembros de la unidad de desactivación de explosivos belga (DOVO) han muerto limpiando explosivos de la Primera Guerra Mundial desde la fundación de la unidad en 1919. Las muertes de civiles son también comunes. En el área alrededor de Ypres, 260 personas han muerto y 535 han sido heridas por municiones sin detonar desde el fin de la Primera Guerra Mundial. Los proyectiles con gas venenoso siguen siendo peligrosos y liberan su carga al ceder su carcasa por la corrosión. Casi el cinco por ciento de los proyectiles de la Primera Guerra Mundial contenían gas venenoso, siendo un riesgo que los expertos de eliminación de municiones padezcan quemaduras por gas mostaza.[cita requerida]

## Eliminación
En Bélgica, la cosecha de hierro descubierta por los labradores es cuidadosamente colocada alrededor de las lindes de los campos o en las aberturas de postes de telégrafo, donde es regularmente recogida por el Ejército belga para su eliminación mediante explosión controlada en un centro especializado en Poelkapelle. Este centro fue construido tras finalizar el vertido en el océano de las municiones en 1980. Una vez extraídas por personal especializado, las sustancias químicas contenidas en las municiones son quemadas y destruidas usando altas temperaturas mientras que los explosivos son detonados.[cita requerida]